# Campionati austriaci di sci alpino 2007
I Campionati austriaci di sci alpino 2007 si sono svolti a Hinterstoder e Innerkrems tra il 21 e il 30 marzo. Il programma ha incluso gare di discesa libera, supergigante, slalom gigante, slalom speciale e combinata, tutte sia maschili sia femminili.
Trattandosi di competizioni valide anche ai fini del punteggio FIS, vi hanno partecipato anche sciatori di altre federazioni, senza che questo consentisse loro di concorrere al titolo nazionale austriaco.

## Risultati

### Uomini

#### Discesa libera
| Pos. | Atleta               | Nazione  | Tempo   |
| ---- | -------------------- | -------- | ------- |
| 1    | Andrej Šporn         | Slovenia | 1:19,87 |
| 2    | Norbert Holzknecht   | Austria  | 1:20,04 |
| 3    | Romed Baumann        | Austria  | 1:20,09 |
| 4    | Rok Perko            | Slovenia | 1:20,31 |
| 5    | Hans Grugger         | Austria  | 1:20,39 |
| 6    | Christoph Alster     | Austria  | 1:20,66 |
| 7    | Michael Walchhofer   | Austria  | 1:20,77 |
| 8    | Franz Promok         | Austria  | 1:21,10 |
| 9    | Peter Struger        | Austria  | 1:21,38 |
| 10   | Clemens Unterdechler | Austria  | 1:21,40 |

Data: 28 marzo

Località: Innerkrems

Pista: Grünleitennock

Partenza: 2 128 m s.l.m.

Arrivo: 1 555 m s.l.m.

Lunghezza: 2 239 m

Dislivello: 573 m

#### Supergigante
| Pos. | Atleta              | Nazione  | Tempo   |
| ---- | ------------------- | -------- | ------- |
| 1    | Andrej Šporn        | Slovenia | 1:25,35 |
| 2    | Christoph Alster    | Austria  | 1:25,60 |
| 3    | Rok Perko           | Slovenia | 1:25,88 |
| 4    | Ambrosi Hoffmann    | Svizzera | 1:25,93 |
| 5    | Andreas Buder       | Austria  | 1:25,96 |
| 6    | Konrad Hari         | Svizzera | 1:26,25 |
| 7    | Bernhard Graf       | Austria  | 1:26,34 |
| 8    | Tobias Grünenfelder | Svizzera | 1:26,39 |
| 9    | Beni Hofer          | Svizzera | 1:26,46 |
| 10   | Christof Innerhofer | Italia   | 1:26,64 |
| 10   | Cornel Züger        | Svizzera | 1:26,64 |

Data: 30 marzo

Località: Innerkrems

Pista: Grünleitennock

Partenza: 2 128 m s.l.m.

Arrivo: 1 555 m s.l.m.

Lunghezza: 2 239 m

Dislivello: 573 m

#### Slalom gigante
| Pos. | Atleta                 | Nazione   | Tempo   |
| ---- | ---------------------- | --------- | ------- |
| 1    | Romed Baumann          | Austria   | 1:41,13 |
| 2    | Marcel Hirscher        | Austria   | 1:41,37 |
| 3    | Christian Flaschberger | Austria   | 1:41,75 |
| 4    | Matthias Lanzinger     | Austria   | 1:41,96 |
| 5    | Mitja Valenčič         | Slovenia  | 1:42,01 |
| 6    | Peter Struger          | Austria   | 1:42,08 |
| 7    | Wolfgang Hörl          | Austria   | 1:42,11 |
| 8    | Christoph Nösig        | Austria   | 1:42,37 |
| 9    | Bernhard Graf          | Austria   | 1:42,39 |
| 10   | Petr Záhrobský         | Rep. Ceca | 1:42,89 |

Data: 23 marzo

Località: Hinterstoder

#### Slalom speciale
| Pos. | Atleta                 | Nazione   | Tempo   |
| ---- | ---------------------- | --------- | ------- |
| 1    | Alexander Koll         | Austria   | 1:46,38 |
| 2    | Christoph Dreier       | Austria   | 1:47,76 |
| 3    | Ondřej Bank            | Rep. Ceca | 1:48,32 |
| 4    | Mitja Dragšič          | Slovenia  | 1:48,56 |
| 5    | Christoph Nösig        | Austria   | 1:48,80 |
| 6    | Franz Promok           | Austria   | 1:48,99 |
| 7    | Romed Baumann          | Austria   | 1:49,18 |
| 8    | Dominik Gschwenter     | Austria   | 1:49,64 |
| 9    | Matthias Tippelreither | Austria   | 1:49,81 |
| 10   | Patrick Bechter        | Austria   | 1:49,92 |

Data: 24 marzo

Località: Hinterstoder

#### Combinata
| Pos. | Atleta                | Nazione |
| ---- | --------------------- | ------- |
| 1    | Romed Baumann         | Austria |
| 2    | Franz Promok          | Austria |
| 3    | Armin Triendl         | Austria |
| 4    | Björn Sieber          | Austria |
| 5    | Thomas König          | Austria |
| 6    | Matthias Mayer        | Austria |
| 7    | Frederic Berthold     | Austria |
| 8    | Christoph Schmeissner | Austria |

Data: 23-28 marzo

Località: Hinterstoder, Innerkrems

Classifica stilata attraverso i piazzamenti ottenuti
in discesa libera, slalom gigante e slalom speciale

### Donne

#### Discesa libera
| Pos. | Atleta               | Nazione | Tempo   |
| ---- | -------------------- | ------- | ------- |
| 1    | Nicole Schmidhofer   | Austria | 1:24,79 |
| 2    | Katja Wirth          | Austria | 1:24,99 |
| 3    | Edit Miklós          | Romania | 1:25,77 |
| 4    | Daniela Müller       | Austria | 1:25,79 |
| 5    | Kathrin Wilhelm      | Austria | 1:25,94 |
| 6    | Ingrid Rumpfhuber    | Austria | 1:26,31 |
| 7    | Christina Staudinger | Austria | 1:26,34 |
| 8    | Mariella Voglreiter  | Austria | 1:26,90 |
| 9    | Katrin Triendl       | Austria | 1:26,95 |
| 10   | Andrea Limbacher     | Austria | 1:26,96 |

Data: 29 marzo

Località: Innerkrems

Pista: Grünleitennock

Partenza: 2 128 m s.l.m.

Arrivo: 1 555 m s.l.m.

Lunghezza: 2 239 m

Dislivello: 573 m

#### Supergigante
| Pos. | Atleta              | Nazione  | Tempo   |
| ---- | ------------------- | -------- | ------- |
| 1    | Nicole Schmidhofer  | Austria  | 1:15,79 |
| 2    | Katja Wirth         | Austria  | 1:16,12 |
| 3    | Mariella Voglreiter | Austria  | 1:16,19 |
| 4    | Kathrin Wilhelm     | Austria  | 1:16,28 |
| 5    | Ana Kobal           | Slovenia | 1:16,69 |
| 5    | Edit Miklós         | Romania  | 1:16,69 |
| 7    | Petra Robnik        | Slovenia | 1:16,73 |
| 8    | Ingrid Rumpfhuber   | Austria  | 1:16,80 |
| 9    | Christina Hollaus   | Austria  | 1:16,98 |
| 10   | Vanja Brodnik       | Slovenia | 1:17,24 |

Data: 30 marzo

Località: Innerkrems

Pista: Grünleitennock

Partenza: 2 060 m s.l.m.

Arrivo: 1 555 m s.l.m.

Lunghezza: 2 166 m

Dislivello: 505 m

#### Slalom gigante
| Pos. | Atleta                     | Nazione | Tempo   |
| ---- | -------------------------- | ------- | ------- |
| 1    | Michaela Kirchgasser       | Austria | 1:56,77 |
| 2    | Nicole Hosp                | Austria | 1:57,87 |
| 3    | Stefanie Köhle             | Austria | 1:57,88 |
| 4    | Agnieszka Gąsienica-Daniel | Polonia | 1:58,30 |
| 5    | Daniela Zeiser             | Austria | 1:58,49 |
| 6    | Eva-Maria Brem             | Austria | 1:58,89 |
| 7    | Nicole Schmidhofer         | Austria | 1:59,01 |
| 8    | Regina Mader               | Austria | 2:00,42 |
| 9    | Stefanie Moser             | Austria | 2:00,49 |
| 10   | Karin Hackl                | Austria | 2:00,54 |

Data: 22 marzo

Località: Hinterstoder

#### Slalom speciale
| Pos. | Atleta                     | Nazione | Tempo   |
| ---- | -------------------------- | ------- | ------- |
| 1    | Katrin Triendl             | Austria | 1:30,41 |
| 2    | Jelena Lolović             | Serbia  | 1:30,83 |
| 3    | Katarzyna Karasińska       | Polonia | 1:31,04 |
| 4    | Agnieszka Gąsienica-Daniel | Polonia | 1:31,13 |
| 5    | Simone Streng              | Austria | 1:31,14 |
| 6    | Andrea Fischbacher         | Austria | 1:31,47 |
| 7    | Daniela Zeiser             | Austria | 1:31,54 |
| 8    | Bernadette Schild          | Austria | 1:32,07 |
| 9    | Michaela Nösig             | Austria | 1:32,10 |
| 10   | Aleksandra Kluś            | Polonia | 1:32,50 |

Data: 21 marzo

Località: Hinterstoder

#### Combinata
| Pos. | Atleta             | Nazione |
| ---- | ------------------ | ------- |
| 1    | Eva-Maria Brem     | Austria |
| 2    | Bernadette Schild  | Austria |
| 3    | Verena Höllbacher  | Austria |
| 4    | Ramona Siebenhofer | Austria |
| 5    | Karin Hackl        | Austria |
| 6    | Martina Geisler    | Austria |
| 7    | Nicole Galle       | Austria |
| 8    | Barbara Prantl     | Austria |
| 9    | Michelle Morik     | Austria |
| 10   | Karin Nagy         | Austria |

Data: 21-29 marzo

Località: Hinterstoder, Innerkrems

Classifica stilata attraverso i piazzamenti ottenuti
in discesa libera, slalom gigante e slalom speciale